# Voorbij (Marco Borsato & Do)
Voorbij is een single en hit van de Nederlandse zanger Marco Borsato en zangeres Do. Het nummer was na Borsato's hit Afscheid nemen bestaat niet de tweede voorloper op zijn album Zien.
Voor Borsato was Voorbij zijn twintigste hit in de Nederlandse Top 40 en zijn zevende nummer 1-hit, waarvan de tweede op rij. Voor Do was het haar derde notering en haar eerste nummer 1-hit.
Het nummer kwam eind februari nieuw binnen op nummer 35, waarna het de week daarna naar nummer 1 steeg. Het was in die tijd de grootste sprong ooit naar de nummer 1-positie en tevens een van de grootste sprongen in de Top 40. In 2006 verbrak Borsato zijn eigen record door met de single Rood van 36 naar 1 te stijgen. Later in 2006 steeg hij opnieuw van 35 naar 1 met Everytime I think of you.

## Tracklist
1. Voorbij
2. Laat me gaan
3. Lentesneeuw

## Hitnoteringen
| "Voorbij" in de Vlaamse Ultratop 50 - binnen: 06-03-2004 | "Voorbij" in de Vlaamse Ultratop 50 - binnen: 06-03-2004 | "Voorbij" in de Vlaamse Ultratop 50 - binnen: 06-03-2004 | "Voorbij" in de Vlaamse Ultratop 50 - binnen: 06-03-2004 | "Voorbij" in de Vlaamse Ultratop 50 - binnen: 06-03-2004 | "Voorbij" in de Vlaamse Ultratop 50 - binnen: 06-03-2004 | "Voorbij" in de Vlaamse Ultratop 50 - binnen: 06-03-2004 | "Voorbij" in de Vlaamse Ultratop 50 - binnen: 06-03-2004 | "Voorbij" in de Vlaamse Ultratop 50 - binnen: 06-03-2004 | "Voorbij" in de Vlaamse Ultratop 50 - binnen: 06-03-2004 | "Voorbij" in de Vlaamse Ultratop 50 - binnen: 06-03-2004 | "Voorbij" in de Vlaamse Ultratop 50 - binnen: 06-03-2004 | "Voorbij" in de Vlaamse Ultratop 50 - binnen: 06-03-2004 | "Voorbij" in de Vlaamse Ultratop 50 - binnen: 06-03-2004 | "Voorbij" in de Vlaamse Ultratop 50 - binnen: 06-03-2004 | "Voorbij" in de Vlaamse Ultratop 50 - binnen: 06-03-2004 | "Voorbij" in de Vlaamse Ultratop 50 - binnen: 06-03-2004 | "Voorbij" in de Vlaamse Ultratop 50 - binnen: 06-03-2004 |
| Week                                                     | 1                                                        | 2                                                        | 3                                                        | 4                                                        | 5                                                        | 6                                                        | 7                                                        | 8                                                        | 9                                                        | 10                                                       | 11                                                       | 12                                                       | 13                                                       | 14                                                       | 15                                                       | 16                                                       |                                                          |
| -------------------------------------------------------- | -------------------------------------------------------- | -------------------------------------------------------- | -------------------------------------------------------- | -------------------------------------------------------- | -------------------------------------------------------- | -------------------------------------------------------- | -------------------------------------------------------- | -------------------------------------------------------- | -------------------------------------------------------- | -------------------------------------------------------- | -------------------------------------------------------- | -------------------------------------------------------- | -------------------------------------------------------- | -------------------------------------------------------- | -------------------------------------------------------- | -------------------------------------------------------- | -------------------------------------------------------- |
| Nummer                                                   | 41                                                       | 9                                                        | 4                                                        | 2                                                        | 3                                                        | 3                                                        | 3                                                        | 5                                                        | 8                                                        | 10                                                       | 11                                                       | 14                                                       | 23                                                       | 28                                                       | 30                                                       | 36                                                       | uit                                                      |

| "Voorbij" in de Nederlandse Top 40 - binnen: 28-02-2004 | "Voorbij" in de Nederlandse Top 40 - binnen: 28-02-2004 | "Voorbij" in de Nederlandse Top 40 - binnen: 28-02-2004 | "Voorbij" in de Nederlandse Top 40 - binnen: 28-02-2004 | "Voorbij" in de Nederlandse Top 40 - binnen: 28-02-2004 | "Voorbij" in de Nederlandse Top 40 - binnen: 28-02-2004 | "Voorbij" in de Nederlandse Top 40 - binnen: 28-02-2004 | "Voorbij" in de Nederlandse Top 40 - binnen: 28-02-2004 | "Voorbij" in de Nederlandse Top 40 - binnen: 28-02-2004 | "Voorbij" in de Nederlandse Top 40 - binnen: 28-02-2004 | "Voorbij" in de Nederlandse Top 40 - binnen: 28-02-2004 | "Voorbij" in de Nederlandse Top 40 - binnen: 28-02-2004 | "Voorbij" in de Nederlandse Top 40 - binnen: 28-02-2004 | "Voorbij" in de Nederlandse Top 40 - binnen: 28-02-2004 | "Voorbij" in de Nederlandse Top 40 - binnen: 28-02-2004 | "Voorbij" in de Nederlandse Top 40 - binnen: 28-02-2004 | "Voorbij" in de Nederlandse Top 40 - binnen: 28-02-2004 |
| Week                                                    | 1                                                       | 2                                                       | 3                                                       | 4                                                       | 5                                                       | 6                                                       | 7                                                       | 8                                                       | 9                                                       | 10                                                      | 11                                                      | 12                                                      | 13                                                      | 14                                                      | 15                                                      |                                                         |
| ------------------------------------------------------- | ------------------------------------------------------- | ------------------------------------------------------- | ------------------------------------------------------- | ------------------------------------------------------- | ------------------------------------------------------- | ------------------------------------------------------- | ------------------------------------------------------- | ------------------------------------------------------- | ------------------------------------------------------- | ------------------------------------------------------- | ------------------------------------------------------- | ------------------------------------------------------- | ------------------------------------------------------- | ------------------------------------------------------- | ------------------------------------------------------- | ------------------------------------------------------- |
| Nummer                                                  | 35                                                      | 1                                                       | 1                                                       | 1                                                       | 2                                                       | 2                                                       | 3                                                       | 3                                                       | 6                                                       | 8                                                       | 12                                                      | 15                                                      | 21                                                      | 24                                                      | 25                                                      | uit                                                     |

| "Voorbij" in de Nederlandse Single Top 100 - binnen: 06-03-2004 | "Voorbij" in de Nederlandse Single Top 100 - binnen: 06-03-2004 | "Voorbij" in de Nederlandse Single Top 100 - binnen: 06-03-2004 | "Voorbij" in de Nederlandse Single Top 100 - binnen: 06-03-2004 | "Voorbij" in de Nederlandse Single Top 100 - binnen: 06-03-2004 | "Voorbij" in de Nederlandse Single Top 100 - binnen: 06-03-2004 | "Voorbij" in de Nederlandse Single Top 100 - binnen: 06-03-2004 | "Voorbij" in de Nederlandse Single Top 100 - binnen: 06-03-2004 | "Voorbij" in de Nederlandse Single Top 100 - binnen: 06-03-2004 | "Voorbij" in de Nederlandse Single Top 100 - binnen: 06-03-2004 | "Voorbij" in de Nederlandse Single Top 100 - binnen: 06-03-2004 | "Voorbij" in de Nederlandse Single Top 100 - binnen: 06-03-2004 | "Voorbij" in de Nederlandse Single Top 100 - binnen: 06-03-2004 | "Voorbij" in de Nederlandse Single Top 100 - binnen: 06-03-2004 | "Voorbij" in de Nederlandse Single Top 100 - binnen: 06-03-2004 | "Voorbij" in de Nederlandse Single Top 100 - binnen: 06-03-2004 | "Voorbij" in de Nederlandse Single Top 100 - binnen: 06-03-2004 | "Voorbij" in de Nederlandse Single Top 100 - binnen: 06-03-2004 | "Voorbij" in de Nederlandse Single Top 100 - binnen: 06-03-2004 | "Voorbij" in de Nederlandse Single Top 100 - binnen: 06-03-2004 | "Voorbij" in de Nederlandse Single Top 100 - binnen: 06-03-2004 | "Voorbij" in de Nederlandse Single Top 100 - binnen: 06-03-2004 | "Voorbij" in de Nederlandse Single Top 100 - binnen: 06-03-2004 | "Voorbij" in de Nederlandse Single Top 100 - binnen: 06-03-2004 |
| Week                                                            | 1                                                               | 2                                                               | 3                                                               | 4                                                               | 5                                                               | 6                                                               | 7                                                               | 8                                                               | 9                                                               | 10                                                              | 11                                                              | 12                                                              | 13                                                              | 14                                                              | 15                                                              | 16                                                              | 17                                                              | 18                                                              | 19                                                              | 20                                                              | 21                                                              | 22                                                              |                                                                 |
| --------------------------------------------------------------- | --------------------------------------------------------------- | --------------------------------------------------------------- | --------------------------------------------------------------- | --------------------------------------------------------------- | --------------------------------------------------------------- | --------------------------------------------------------------- | --------------------------------------------------------------- | --------------------------------------------------------------- | --------------------------------------------------------------- | --------------------------------------------------------------- | --------------------------------------------------------------- | --------------------------------------------------------------- | --------------------------------------------------------------- | --------------------------------------------------------------- | --------------------------------------------------------------- | --------------------------------------------------------------- | --------------------------------------------------------------- | --------------------------------------------------------------- | --------------------------------------------------------------- | --------------------------------------------------------------- | --------------------------------------------------------------- | --------------------------------------------------------------- | --------------------------------------------------------------- |
| Nummer                                                          | 2                                                               | 1                                                               | 1                                                               | 1                                                               | 2                                                               | 2                                                               | 3                                                               | 4                                                               | 7                                                               | 9                                                               | 9                                                               | 16                                                              | 15                                                              | 27                                                              | 42                                                              | 38                                                              | 36                                                              | 59                                                              | 59                                                              | 60                                                              | 48                                                              | 80                                                              | uit                                                             |

### NPO Radio 2 Top 2000
| Nummer met noteringen in de NPO Radio 2 Top 2000 | '07  | '08 | '09 |
| ------------------------------------------------ | ---- | --- | --- |
| Voorbij                                          | 1223 | -   | 890 |

1. ↑  Een '-' betekent dat het nummer niet was genoteerd en een vetgedrukt getal geeft de hoogste notering aan.
2. ↑  2007 was het eerste jaar met een notering voor dit nummer.
3. ↑  Deze tabel is bijgewerkt tot en met de laatste editie (2024).